# Veľké Úľany
Veľké Úľany és un poble i municipi d'Eslovàquia que es troba a la regió de Trnava, a l'oest del país.

## Història
La primera menció escrita de la vila es remunta al 1221.

## Demografia
| Godina             | 1994 | 2004   | 2014   | 2024    |
| ------------------ | ---- | ------ | ------ | ------- |
| Nombre de persones | 4215 | 4269   | 4441   | 5011    |
| Diferència         |      | +1,28% | +4,02% | +12,83% |

| Godina             | 2023 | 2024   |
| ------------------ | ---- | ------ |
| Nombre de persones | 4989 | 5011   |
| Diferència         |      | +0,44% |